# Seahorse
Seahorse – aplikacja działająca w środowisku Linux w menedżerze GNOME i służąca do zarządzania kluczami PGP oraz SSH. Seahorse jest zintegrowany z programami Nautilus, gedit oraz Evolution w celach szyfrowania, odszyfrowywania oraz przeprowadzania innych operacji. Posiada obsługę HKP oraz key server support. Podstawą tego programu jest GNU Privacy Guard (GPG) i jest on udostępniony pod GNU General Public License.
Napisany jest w języku programowania Vala.

## Deweloperzy
Utrzymanie oraz rozwój programu Seahorse zmieniało się już dotychczas kilka razy.
- Nate Nielsen (od 0.7.4)
- Jacob Perkins (0.6.x – 0.7.3)
- Jose C. García Sogo (0.5.x)
- Jean Schurger